# ケビン・クロン
ケビン・スコット・クロン（Kevin Scott Cron、1993年2月17日 - ）は、アメリカ合衆国カリフォルニア州オレンジ郡プラセンティア出身のプロ野球選手（一塁手）。右投右打。MLBのオークランド・アスレチックス傘下所属。

## 経歴

### プロ入り前
2011年のMLBドラフト3巡目（全体92位）でシアトル・マリナーズから指名されたが、この時は契約せずにテキサスクリスチャン大学へ進学した。

### プロ入りとダイヤモンドバックス時代
2014年のMLBドラフト14巡目（全体420位）でアリゾナ・ダイヤモンドバックスから指名され、プロ入り。契約後、傘下のパイオニアリーグのルーキー級ミズーラ・オスプレイでプロデビュー。A-級ヒルズボロ・ホップスでもプレーし、2球団合計で64試合に出場して打率.291、12本塁打、45打点を記録した。
2015年はA+級バイセイリア・ローハイドでプレーし、127試合に出場して打率.272、27本塁打、97打点を記録した。
2016年はAA級モービル・ベイベアーズでプレーし、127試合に出場して打率.222、26本塁打、88打点、3盗塁を記録した。オフにはアリゾナ・フォールリーグに参加し、ソルトリバー・ラフターズに所属した。
2017年はAA級ジャクソン・ジェネラルズ（2017年よりダイヤモンドバックス傘下）でプレーし、138試合に出場して打率.283、28本塁打、91打点、1盗塁を記録した。この年はサザンリーグのMVPに選ばれている。
2018年はAAA級リノ・エーシズでプレーし、104試合に出場して打率.309、22本塁打、97打点、1盗塁を記録した。オフの11月20日にはルール・ファイブ・ドラフトでの流出を防ぐために40人枠入りした。
2019年は開幕をAAA級リノで迎えた。5月24日にメジャー初昇格を果たした。同日のサンフランシスコ・ジャイアンツ戦でメジャーデビュー。この年メジャーでは39試合に出場して打率.211、6本塁打、16打点を記録した。3Aでは、打率.331、38本塁打、105打点を記録した。
2020年は、20打席で無安打だった。10月31日に自由契約となった。

### 広島時代
2020年11月16日、NPBの広島東洋カープと契約したことが発表された。契約金30万ドル、年俸80万ドル＋出来高払い（金額は推定）。背番号は10。
2021年は、長打力を期待され開幕戦からスタメン起用されるも42試合で打率.231、6本塁打、16打点と結果を残せないまま6月14日に二軍降格、その後は一軍昇格できずに10月16日、アメリカに帰国。11月1日にクロンの退団が発表された。

### SSG時代
2021年12月4日、KBOリーグのSSGランダースと契約したことが発表された。背番号は同年まで同じくNPB経験者のジェイミー・ロマックが背負っていた27。
しかし、移籍したSSGでも打率.222、11本塁打、35打点と成績が奮わず2022年7月8日付でウェーバー公示され、7月15日に自由契約選手となった。

## 家族
父親のクリス・クロンもカリフォルニア・エンゼルスなどに所属した元メジャーリーガー（内野手）であり、兄のC.J.クロンも同じくメジャーリーガー（一塁手）である。なお、ケビンがダイヤモンドバックス傘下のAAA級リノに在籍していた2019年には父のクリスが監督を務めていた。
親戚にミルウォーキー・ブルワーズなどでプレーした元メジャーリーガー（捕手）のチャド・モーラーがいる。

## 詳細情報

### 年度別打撃成績
| 年 度    | 球 団    | 試 合 | 打 席 | 打 数 | 得 点 | 安 打 | 二 塁 打 | 三 塁 打 | 本 塁 打 | 塁 打 | 打 点 | 盗 塁 | 盗 塁 死 | 犠 打 | 犠 飛 | 四 球 | 敬 遠 | 死 球 | 三 振 | 併 殺 打 | 打 率 | 出 塁 率 | 長 打 率 | O P S |
| -------- | -------- | ----- | ----- | ----- | ----- | ----- | -------- | -------- | -------- | ----- | ----- | ----- | -------- | ----- | ----- | ----- | ----- | ----- | ----- | -------- | ----- | -------- | -------- | ----- |
| 2019     | ARI      | 39    | 78    | 71    | 12    | 15    | 4        | 0        | 6        | 37    | 16    | 0     | 1        | 0     | 1     | 4     | 0     | 2     | 28    | 2        | .211  | .269     | .521     | .790  |
| 2020     | ARI      | 8     | 20    | 17    | 0     | 0     | 0        | 0        | 0        | 0     | 0     | 0     | 0        | 0     | 0     | 1     | 0     | 2     | 7     | 0        | .000  | .150     | .000     | .150  |
| 2021     | 広島     | 42    | 137   | 130   | 10    | 30    | 8        | 0        | 6        | 56    | 16    | 0     | 0        | 0     | 0     | 6     | 0     | 1     | 47    | 2        | .231  | .270     | .431     | .701  |
| MLB：2年 | MLB：2年 | 47    | 98    | 88    | 12    | 15    | 4        | 0        | 6        | 37    | 16    | 0     | 1        | 0     | 1     | 5     | 0     | 4     | 35    | 2        | .170  | .245     | .420     | .665  |
| NPB：1年 | NPB：1年 | 42    | 137   | 130   | 10    | 30    | 8        | 0        | 6        | 56    | 16    | 0     | 0        | 0     | 0     | 6     | 0     | 1     | 47    | 2        | .231  | .270     | .431     | .701  |

- 2021年度シーズン終了時

### 年度別守備成績
| 年 度 | 球 団 | 一塁（1B） | 一塁（1B） | 一塁（1B） | 一塁（1B） | 一塁（1B） | 一塁（1B） | 三塁（3B） | 三塁（3B） | 三塁（3B） | 三塁（3B） | 三塁（3B） | 三塁（3B） |
| 年 度 | 球 団 | 試 合      | 刺 殺      | 補 殺      | 失 策      | 併 殺      | 守 備 率   | 試 合      | 刺 殺      | 補 殺      | 失 策      | 併 殺      | 守 備 率   |
| ----- | ----- | ---------- | ---------- | ---------- | ---------- | ---------- | ---------- | ---------- | ---------- | ---------- | ---------- | ---------- | ---------- |
| 2019  | ARI   | 12         | 56         | 3          | 1          | 7          | .983       | 1          | 0          | 0          | 0          | 0          | ----       |
| 2020  | ARI   | 1          | 1          | 0          | 0          | 0          | 1.000      | -          | -          | -          | -          | -          | -          |
| 2021  | 広島  | 36         | 253        | 20         | 3          | 17         | .989       | -          | -          | -          | -          | -          | -          |
| MLB   | MLB   | 13         | 57         | 3          | 1          | 7          | .984       | 1          | 0          | 0          | 0          | 0          | ----       |
| NPB   | NPB   | 36         | 253        | 20         | 3          | 17         | .989       | -          | -          | -          | -          | -          | -          |

- 2021年度シーズン終了時

### 表彰
MiLB
- サザンリーグ最優秀選手賞（英語版）：1回（2017年）

### 記録

#### NPB
初記録
- 初出場・初先発出場：2021年3月26日、対中日ドラゴンズ1回戦（MAZDA Zoom-Zoom スタジアム広島）、6番・一塁手で先発出場
- 初打席・初安打：同上、2回裏に福谷浩司から中前安打
- 初本塁打・初打点：2021年3月31日、対阪神タイガース2回戦（MAZDA Zoom-Zoom スタジアム広島）、6回裏に加治屋蓮から左越ソロ

### 背番号
- 32（2019年 - 2020年）
- 10（2021年）
- 27（2022年）